# Sergio Hernán Pérez de Arce Arriagada
Sergio Hernán Pérez de Arce Arriagada SSCC (* 26. August 1963 in Coronel, Provinz Concepción) ist ein chilenischer Ordensgeistlicher und römisch-katholischer Erzbischof von Concepción.

## Leben
Sergio Hernán Pérez de Arce Arriagada studierte zunächst Wirtschaftsingenieurwesen, bevor er 1982 der Ordensgemeinschaft der Arnsteiner Patres beitrat. Er legte am 2. März 1985 die zeitliche Profess ab. Nachdem Pérez de Arce Arriagada am 29. April 1989 die ewige Profess abgelegt hatte, empfing er am 15. Dezember 1990 in Valparaíso das Sakrament der Priesterweihe.
Nach der Priesterweihe war Sergio Hernán Pérez de Arce Arriagada zunächst in einigen Kollegien seiner Ordensgemeinschaft tätig. 2005 wurde er Provinzialsuperior und 2009 zudem Ökonom der Konferenz der höheren Ordensoberen. Von 2012 bis 2018 war Sergio Hernán Pérez de Arce Arriagada Rektor der Kirche Sagrado Corazón in Valparaíso und Mitglied des Direktoriums der Stiftung für die Kollegien der Arnsteiner Patres. Zusätzlich war er von 2013 bis 2015 Mitglied des nationalen Rates für Missbrauchsprävention. Papst Franziskus berief ihn am 21. September 2018 zum Apostolischen Administrator von San Bartolomé de Chillán.
Am 5. Februar 2020 ernannte ihn Papst Franziskus zum Bischof von San Bartolomé de Chillán. Der Apostolische Nuntius in Chile, Erzbischof Alberto Ortega Martín, spendete ihm am 11. Juli desselben Jahres in der Kathedrale San Bartolomé in Chillán die Bischofsweihe; Mitkonsekratoren waren der Erzbischof von Concepción, Fernando Natalio Chomalí Garib, und der Weihbischof in Santiago de Chile, Galo Fernández Villaseca.
Am 16. Mai 2024 ernannte ihn Papst Franziskus zum Erzbischof von Concepción. Die Amtseinführung fand am 6. Juli desselben Jahres statt.